# Abdullah Ma'ayat Shah di Johor
Abdullah Ma'ayat Shah di Johor (1571 – Isole Tambelan, marzo 1623) è stato sultano di Johor dal 1615 al 1623.

## Biografia
Prima di diventare sultano, Abdullah Ma'ayat Shah era conosciuto anche come Raja Bongsu, Raja Seberang o Raja di Ilir. I suoi fratellastri maschi rimanenti sono indicati dall'ammiraglio Matelief come Raja Siak, Raja Laut e Alauddin Riayat Shah III. Quest'ultimo regnò tra la morte del padre, avvenuta nel 1597, e l'attacco del sultanato di Aceh, nel 1613.
Nel 1603 Raja Bongsu fu determinante nel forgiare i primi rapporti diplomatici con gli olandesi prestando assistenza all'ammiraglio Jacob van Heemskerk che il 25 febbraio 1603 attaccò e saccheggiò una caracca portoghese, la Santa Catarina, all'estuario del fiume Johor, nella zona in cui oggi sorge Singapore. Nello stesso anno fu anche responsabile dell'invio di una delle prime missioni diplomatiche di un regnante malese nella Repubblica delle Sette Province Unite. Guidata da Megat Mansur, l'ambasciata di Johor partì per l'Europa sulle navi dei ammiraglio van Heemskerk nel 1603. Megat Mansur non sopravvisse al viaggio, ma gli altri membri dell'ambasciata giunsero alla meta e tornarono con la flotta al comando dell'ammiraglio Cornelis de Matelief Jonge nel 1606. In quell'anno, Raja Bongsu ratificò formalmente due trattati con gli olandesi (datati 17 maggio e 23 settembre) e si firmava come co-reggente di Johor. Prestò anche assistenza attiva all'ammiraglio Matelief durante il suo attacco marittimo alla Malacca portoghese intorno al maggio 1606.
Nei primi mesi del 1609, Raja Bongsu ricevette l'ammiraglio olandese Pieter Verhoeff Willemsz a Batu Sawar. In questa occasione uno degli ufficiali tedeschi in servizio nella flotta di Verhoeff, Johann Verken, descrisse l'aspetto fisico di Raja Bongsu. Scrisse che il raja era "un giovane uomo trentenne... Nel suo aspetto e nel corpo è una persona ben proporzionata, piuttosto alto, articolato e di carnagione chiara, sia sul suo corpo che sulla sua faccia".
Dopo che i portoghesi imposero un blocco economico paralizzante sul fiume Johor per gran parte dell'anno 1609, Raja Bongsu si attivò attraverso le macchinazioni del suo fratellastro Raja Siak per firmare un trattato di pace con i portoghesi nell'ottobre del 1610.
Descritto come il suo "feudo" personale dall'ammiraglio Matelieff, Raja Bongsu controllava l'insediamento di Kota Seberang che si trovava quasi in linea retta attraverso il fiume Johor dal centro amministrativo reale di Batu Sawar. Alcune fonti riportano che possedeva anche le zone intorno al fiume Sambas, sull'isola del Borneo.
Nel 1613, Raja Bongsu era uno dei prigionieri che tornò da Aceh dopo l'invasione perpetrata dal sultano Iskandar Muda. Essendo sposato con una delle sorelle di Iskandar, tornò in patria come nuovo sultano. Raja Bongsu venne successivamente intronizzato come Abdullah Shah Ma'ayat di Johor. Il suo fratellastro Alauddin Riayat Shah III era stato deposto al tempo dell'offensiva di Iskandar Muda nel 1613 e fuggì a Lingga dove probabilmente vi morì attorno al 1615.
Nel 1618, Abdullah Shah Ma'ayat si trasferì nelle isole Lingga e ottenne il supporto degli Orang Laut e degli olandesi per condurre una guerra contro il sultanato di Aceh. In seguito divorziò dalla moglie che era anche sorella di Iskandar Muda, una mossa che fece arrabbiare ulteriormente il sultano rivale. Trascorse la maggior parte del suo regno come un vagabondo, inseguito di città in città e di isola in isola dai rivali acehnesi. Morì nell'isola maggiore dell'arcipelago Tambelan nel marzo del 1623.